# سقنقور دم‌کوتاه زبان‌آبی
سقنقور دم‌کوتاه زبان آبی (نام علمی: Tiliqua rugosa) نام یک گونه از سرده سقنقورهای زبان آبی است.